# ایزابل آراگون، ملکه پرتغال
ایزابلای آراگون (انگلیسی: Isabella of Aragon, Queen of Portugal) (زادهٔ ۲ اکتبر ۱۴۷۰ – درگذشتهٔ ۲۳ اوت ۱۴۹۸)، شاهدخت آستوریاس و فرزند فرناندوی دوم، پادشاه آراگون و ایزابل یکم، ملکه کاستیا بود که بعدها ملکه پادشاهی پرتغال شد.